# Akwa Akpa

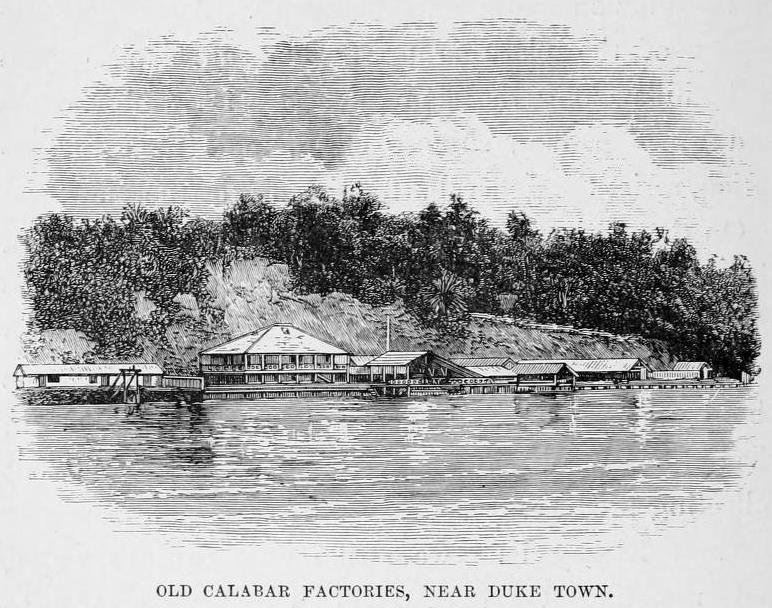
Ilustración mostrando las factorías de Akwa Akpa, en el libro de H.M. Stanley The Congo and the founding of its free state; a story of work and exploration (1885)

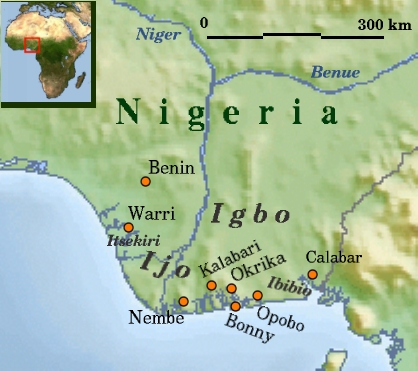
Antiguos estados del sureste de Nigeria, incluyendo Calabar (Akpa Akwa)

Akwa Akpa, conocido por los colonialistas británicos como Vieja Calabar (Old Calabar) o Duke Town, fue una ciudad-Estado efik que floreció en el siglo XIX en el actual sureste de Nigeria. El Estado abarcaba los límites de la moderna ciudad de Calabar.

## Orígenes y sociedad
Los efikes son un subgrupo del pueblo Ibibio,
que hablan una lengua del subgrupo obolo del grupo de las lenguas nigerocongolesas.
Los efikes alcanzaron mucho poder político en la costa del golfo de Benín desde finales del siglo XVIII hasta principios del siglo XIX a través de los líderes de las familias Duke y Eyamba. Sus asentamientos consistían en grandes y fortificadas ciudades situadas cerca de corrientes fluviales, federadas en una confederación de ciudades-Estado laxa sin estructura de poder clara y con economías basadas en la pesca y la agricultura. Las ciudades más importantes fueron Ikot Itunko, Obutong y Iboku Atapka, llamadas por los británicos Creek Town, Old Town y Duke Town.

## Monarcas independientes
Reyes de la ciudad-Estado:
- Ekpenyong Offiong Okoho (1786–1805)
- Ekpenyong Effiom Okoho Eyamba III (1805–1814)
- Effiom Edem Ekpo Effiom I Eyamba IV (1814–1834)
- Edem Ekpenyong Offiong Okoho Eyamba V (1834–1847)
- Effiom Okoho Asibong I Ekpo Minika (mayo de 1849 - febrero de 1852)
- Ededem Effiom II (abril de 1852 - agosto de 1858)
- Eyo Asibong II (marzo de 1859 - agosto de 1872)
- Edem Asibong III Eyamba VIII (1872 - mayo de 1879)
- Orok Edem Eyamba IX (1880–1896)